# Keith Truscott
Keith William Truscott (ur. 17 maja 1916, zm. 28 marca 1943) – australijski lotnik, as myśliwski okresu II wojny światowej.

## Życiorys
Urodził się 17 maja 1916 w Prahran, na przedmieściach Melbourne, jako syn Williama i Maude Truscott, z domu Powell. Uczęszczał do Melbourne High School, gdzie był kapitanem szkolnej drużyny krykieta. Po ukończeniu szkoły pracował jako nauczyciel i urzędnik. Truscott grał również w futbol australijski. W latach 1937–1940 rozegrał 44 mecze w Victorian Football League, zdobywając 13 goli. Po raz ostatni wystąpił w 1942, po powrocie z Europy i przed przeniesieniem do Nowej Gwinei.
W lipcu 1940 wstąpił do Royal Australian Air Force. Szkolenie przeszedł z trudnością, wśród wielu problemów stwierdzono, że miał słabą zdolność do oceny wysokości. Nigdy nie opanował sztuki lądowania i uporczywie utrzymywał się na wysokości 20 stóp (około 6 metrów). Mimo wszystko ukończył szkolenie i 1 maja 1941 dołączył do 452 dywizjonu RAAF wyposażonego w Spitfiry. Podczas służby w tej jednostce zestrzelił 16 samolotów Luftwaffe, był dwukrotnie odznaczony Distinguished Flying Cross oraz został dowódcą eskadry. W późniejszym czasie awansował na majora (squadron leader) a w 1942 został skierowany do Australii gdzie wstąpił do 76 dywizjonu RAAF uzbrojonego w amerykańskie myśliwce Kityhawk. W tym czasie Truscott wraz z Clive'em Caldwellem był jednym z najbardziej znanych australijskich pilotów. Podczas pobytu w Anglii jego sława została wykorzystana do zbiórki funduszy na zakup Spitfirów. Zachęcał szczególnie swoich rudych rodaków do darowania pieniędzy, gdyż sam był rudowłosy, skąd jego przydomek Bluey (w australijskim slangu: rudy, rudowłosy).
Jego dywizjon został wysłany do Gurney Field nad zatoką Milne, gdzie odegrał znaczącą rolę w bitwie o Milne Bay za którą został wymieniony w rozkazie dziennym. Następnie 76 dywizjon został dwukrotnie przeniesiony, najpierw do Darwin, potem do Exmouth w Australii Zachodniej. Keith Truscott zginął 28 marca 1943 w zatoce Exmouth. Podczas pozorowanego ataku na nisko lecącą Catalinę jego Kittyhawk rozbił się o powierzchnię morza które tego dnia było wyjątkowo spokojne. Prawdopodobnie Truscott źle ocenił wysokość. Jego ciało zostało odnalezione i pochowane na cmentarzu Karrakatta w Perth.
Keith Truscott osiągnął 20 potwierdzonych zwycięstw i jest drugim na liście australijskim asem (po Clivie Caldwellu) drugiej wojny światowej.

## Upamiętnienie
- Baza RAAF na wyżynie Kimberley nosi nazwę Truscott airbase[5]
- Nagroda dla najlepszego gracza futbolu australijskiego została nazwana Keith 'Bluey' Truscott Trophy[6]

## Odznaczenia
- Krzyż Wybitnej Służby Lotniczej
- Gwiazda za Wojnę 1939–1945
- Gwiazda Pacyfiku
- Medal Obrony
- Medal Wojny 1939–1945
- Medal Australijski Służby 1939–1945